# Сюнь-цзи

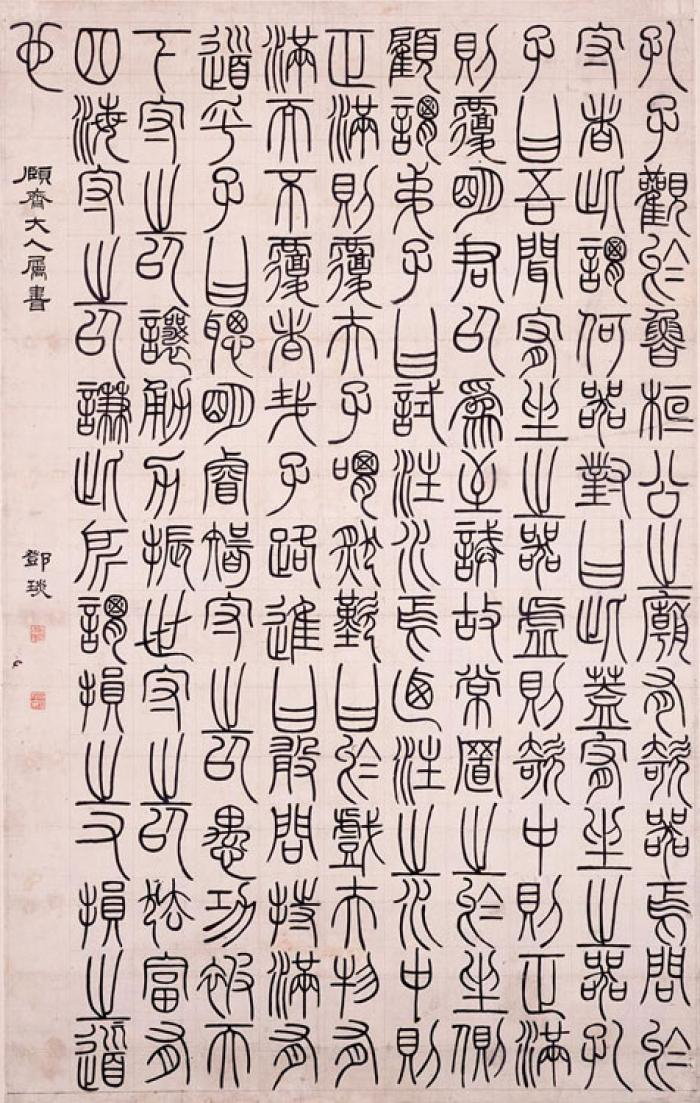
Текст з твору «Сюнь-цзи»

Сюнь-цзи (荀子, 313 до н. е. — 238 до н. е.) — один із найбільших філософів Стародавнього Китаю, поряд із Мен-цзи — головний серед доімперських пропонентів конфуціанства. Першим здійснив універсальну інтерпретацію класичних текстів «П'ятиканоння» («У цзин») і представив своє вчення в систематичному вигляді. Вчитель Хань Фея та Лі Си, видатних представників легізму.

## Життєпис
Народився у 313 році до н. е. у державі Чжао (південна частина сучасної провінції Шаньдун). Отримав гарну освіту. Проте на батьківщині не мав змоги застосувати свої ідеї. Сюнь-цзи здійснював поїздки в держави Цінь, Ці і Чу, де спонукав правителів до практичної реалізації своїх соціально-політичних і етико-правових думок. У Ці він очолив академію Цзіся. Втім, став жертвою наклепу. Тому у 255 році переїхав до держави Чу, де був призначений правителем повіту Ланьлін і отримав шанобливе звання цін (кит. 卿) — міністр. Після відсторонення від цієї посади у 238 році цілком віддався освітній діяльності, організував власну школу. Коли учень Сюнь-цзи Лі Си став першим міністром (сян) у цінського імператора Цинь Шихуанді, вчитель «оголосив голодування». Помер у злиднях у 238 році до н. е. і був похований в Ланьліне, залишивши після себе твори в кілька десятків тисяч слів.

## Філософія
Твори Сюнь-цзи першим відредагував Лю Сян, звіривши 322 глави і видалив з них 290 повторень. У підсумку він склав «Нову книгу Сунь Цина» («Сунь Цін синьшу»), що складається з 32 глав. Прийнята нині архітектоніка і назва трактату з'явилися у видавництві його першого коментатора Ян Ляна у 818 році. Найбільш вивірені і ретельно прокоментовані тексти «Сюнь-цзи» були опубліковані Ван Сяньцянем у 1891 році, Лян Цисюном у 1956 році у Пекіні, Сюн Гунчже у 1975 році в Тайбеї. Сучасний текст «Сюнь-цзи» складається з 32 глав, серед яких 21 із ймовірно написано самим Сюнь-цзи.
Сприйнявши даоський натуралізм, Сюнь-цзи рішуче відсік характерний для протофілософських і ранньоконфуціанських пам'яток релігійно-волюнтаристський зміст поняття «небо» (тянь) і обмежився його тлумаченням або як частини всесвіту, складовою парою землі у «тріаді» з людиною.
Радикальна натуралізація неба спричинила за собою не тільки заперечення божественних і надприродних сил, що раніше приписувалися небу, але й визнання за людиною можливості «пізнання неба» і «підпорядкування (чжи 致?) небесного приречення (мін 命)», тобто певного контролю над природою і власною долею. Те, що «досконаломудра людина діє, не намагаючись пізнати небо», означає відмову від спроб довільного впливу на природні процеси, але все-таки доступне людям «пізнання неба» має на увазі згідну з природним порядком речей успішну життєдіяльність. При такому підході «шляхетний чоловік (цзюньцзі) намагається знаходиться в собі» і «заощадження неба само приводить до заощадження Шляху-дао». Остання категорія стала у Сюнь-цзи виразом субстанційної єдності світобудови і одночасно узагальненням всіх її закономірностей, як об'єктивних, так і суб'єктивних[джерело?].
Почавши пов'язувати шлях-дао з поняттям «принцип», Сюнь-цзи не ставив під сумнів тілесну оформленість того й іншого. Присутністю «принципів» зумовлена також пізнаванність усіх речей, що входять у контакт з людиною, яка пізнає «природу». Однак це універсальне розуміння світу потребує обмеження певними рамками відповідно до практичних цілей, висунутими людською спільнотою. Цієї межею у Сюнь-цзи виявляється «вичерпання норм людського співжиття» (цзинь лунь) — атрибут досконаломудрого.
Сюнь-цзи, подібно до Мен-цзи, виходив з положення Конфуція про спільність природи всіх людей. Але на відміну від Мен-цзи він стверджував, що «звичайна людина з вулиці може стати досконаломудрим Юєм» тільки шляхом подолання своїх природжених інстинктів і природних схильностей, шляхом перетворення своєї споконвічної природи (фаньюйсін 反於性), а аж ніяк не слідування їй (цунсін 從性).
В узагальненому вигляді гносеологічні погляди Сюнь-цзи, виходять з традиційної ідеї «вищості дії над знанням». Сюнь-цзи розвинув її в цілісну теорію знання як адекватної відповідності реальності, що перевіряється ефективною дією. У ній, зокрема, знайшли відображення вищі досягнення давньокитайської протологіки, яка як універсальна методологія конкурувала з нумерологією («вчення сяншу» 象数之学).